# Fuck
Fuck ([fʌk]) este un cuvânt englezesc, care, aflat în formă verbală, înseamnă „a purta relații sexuale”, dar care poate fi folosit și ca alte părți de vorbire (adverb, adjectiv, substantiv sau interjecție). Adjectivul fucking este utilizat uneori în oratorie pentru a ridica expresivitatea. Utilizarea în general al acestui cuvânt este considerată jignitoare în societatea civilă, dar la fel poate fi cât se poate de acceptabilă în alte cercuri.
Încă nu se știe dacă cuvântul fuck a fost considerat vulgar în toate timpurile, și dacă nu, când a fost utilizat pentru prima dată la caracterizarea unor circumstanțe nefericite sau neplăcute sau pentru jignirea intenționată a oamenilor, ca în cuvântul motherfucker. Prima atestare a cuvântului datează din 1503, când definiția unei derivări ale sale, fukkit, a apărut în ediția a 2-a a Dicționarului limbii engleze de la Oxford
Rădăcina fuck poate servi la formarea substantivelor, verbelor, adverbelor și adjectivelor. De asemenea, sunt răspândite și unele locuțiuni verbale, cum ar fi:
- Fuck off — îndepărtează-te, pleacă. În engleza americană — a rămâne în urmă față de cineva. Cel mai des se folosește ca „Închide gura” sau ca „Du-te dracului”[2]
- Fuck over — a exploata în propriile interese.
- Fuck up — a lucra neîndemânatic, prostește, fără răspundere; a greși în modul cel mai grav; a strica ceva.[2]
- Fuck around — a comite greșeli prostești, a se purta ca un idiot (sau a înșela partenerul).[2]
- Fuck you — cel mai des se folosește ca „Du-te dracului”[3]